# Horoșiv, Jîtomîr
Horoșiv (în ucraineană Хорошів) este așezarea de tip urban de reședință a raionului Horoșiv din regiunea Jîtomîr, Ucraina. În afara localității principale, mai cuprinde și satele Peatîricika și Rudnea-Șleahova.

## Demografie
Componența lingvistică a așezării de tip urban Volodarsk-Volînskîi
     Ucraineană (97,57%)
     Rusă (2,29%)
     Alte limbi (0,1%)
Conform recensământului din 2001, majoritatea populației așezării de tip urban Horoșiv era vorbitoare de ucraineană (97,57%), existând în minoritate și vorbitori de rusă (2,29%).